# لارنگواسپاسم
در پزشکی لارنگواسپاسم (به انگلیسی: Laryngospasm) به انقباض عضلانی غیرارادی تارهای صوتی گفته می‌شود. این انقباض عضلانی غیرارادی گاهی کمتر از بیست ثانیه و در بعضی مواقع ۲۰ تا ۳۰ دقیقه به طول می‌انجامد که می‌تواند موجب انسداد نسبی راه‌های تنفسی شود. این انقباض زمانی که در ناحیه تارهای صوتی یا در قسمت نای بیمار بزاق، مخاط، ترشحات یا خون تجمع یابد نیز ایجاد می‌شود. این عارضه با سوت تنفسی تشخیص داده می‌شود.

## علت
لارنگواسپاسم در برخی به صورت خودبخودی و در بعضی دیگر در نتیجه بلع نادرست یا ریفلاکس معده اتفاق می‌افتد. بازگشت اسید به مری دلیل شایع گرفت خودبخودی حنجره است. درمان بازگشت اسید به مری می‌تواند تعداد وقوع لارنگواسپاسم‌های خودبخودی را کاهش دهد.
شروع اسپاسم ممکن است به دلیل عفونت ویروسی و همچنین القای بیهوشی نیز اتفاق بیفتد. این اسپاسم ممکن است بعد از خارج کردن لوله تراشه در پایان بیهوشی نیز رخ دهد.
وقوع لارنگواسپاسم در کودکان می‌تواند مرگبار باشد و اگر ۳۰ تا ۴۰ ثانیه به طول بینجامد می‌تواند منجر به ایست قلبی شود. گاهی ممکن است این عارضه در هنگام خواب یا زمانی اتفاق بیفتد که اسیدیته معده افزایش می‌یابد و ترشحات معده ریفلاکس پیدا می‌کند و در نهایت اسید معده موجب اسپاسم می‌شود.
لارنگواسپاسم شایعترین علت انسداد راه هوایی فوقانی است که می‌تواند سبب ادم ریوی شود. همچنین لارنگواسپاسم می‌تواند در نتیجه پایین بودن میزان کلسیم خون (هیپوکلسمی) رخ دهد.

## درمان
لارنگواسپاسم کوچک در اکثر موارد خودبخود برطرف می‌شود. لارنگواسپاسم در اتاق عمل با اکسیژن ۱۰۰ درصد و متمایل کردن سر بیمار به عقب درمان می‌شود. در موارد شدیدتر ممکن است به شل‌کننده عضلانی مانند سوکسینیل کولین نیاز شود و در پی آن برای بیمار لوله تراشه قرار داده شود. گاهی نیز داروهای کاهنده اسیدیته معده برای کاهش میزان ریفلاکس معده تجویز می‌شود.
لارنگواسپاسم خودبخودی را می‌توان با آرام کردن فرد و تنفس آرام هم درمان کرد. نوشیدن مقداری آب خنک که در آن مواد محرک اسپاسم وجود نداشته باشد نیز برای درمان این عارضه مفید است. بیماران مستعد لارنگواسپاسم می‌توانند برای جلوگیری از آن اقداماتی نظیر استفاده از آنتی اسید برای جلوگیری از ریفلاکس و نوشیدن مداوم آب برای از بین بردن مواد محرک در ناحیه گلو و حنجره را انجام دهند.

## پیشگیری
زمانی که بیمار به سرماخوردگی یا آنفلوآنزا مبتلا باشد احتمال لارنگواسپاسم نیز بیشتر خواهد بود. استفاده از داروهای کاهنده اسید معده برای کاهش ریفلاکس معده و دور کردن محرک‌ها از حلق و حنجره می‌تواند مفید باشد. همچنین نوشیدن آب یا چای یا استفاده از قطره شستشو می‌تواند در مرطوب نگه داشتن ناحیه و کم کردن تحریکاتی که منجر به لارنگواسپاسم می‌شود مؤثر باشد.
همچنین قطره فنیل افرین باعث کاهش ترشحات شده و در نتیجه احتمال تحریک و لارنگواسپاسم کم می‌شود.
در هنگام بیهوشی برای لوله گذاری داخل تراشه بهتر است از عمق بیهوشی اطمینان کسب شود و پس از آن بیمار اینتوبه شود. همچنین برای خارج کردن لوله نای بعد از اتمام بیهوشی باید این نکته را در نظر داشت که بیمار کاملاً بیدار بوده یا کاملاً بیهوش باشد اگر بین این دو حالت اقدام به خروج لوله تراشه گردد احتمال لارنگواسپاسم بیشتر است.